# Daniel Huber (sciatore)
Daniel Huber (Salisburgo, 2 gennaio 1993) è un saltatore con gli sci austriaco, campione olimpico nella gara a squadre a Pechino 2022.

## Biografia
Huber, nato a Salisburgo e originario di Seekirchen am Wallersee, in Coppa del Mondo ha esordito il 31 gennaio 2016 a Sapporo (35°) e ha ottenuto il primo podio il 18 novembre 2017 a Wisła (2º). Ai Mondiali di Seefeld in Tirol 2019, suo esordio iridato, ha vinto la medaglia d'argento nella gara a squadre ed è stato 21º nel trampolino normale e 11º nel trampolino lungo. La stagione seguente nella prova a squadre del 23 novembre 2019 a Wisła ha ottenuto la prima vittoria nel massimo circuito; ai Mondiali di Oberstdorf 2021 ha vinto la medaglia d'argento nella gara a squadre dal trampolino lungo e si è classificato 19º nel trampolino normale e 8º nel trampolino lungo. Ai XXIV Giochi olimpici invernali di Pechino 2022, suo esordio olimpico, ha vinto la medaglia d'oro nella gara a squadre e si è piazzato 13º nel trampolino normale e 20º nel trampolino lungo; ai successivi Mondiali di volo di Vikersund 2022 è stato 38º nella gara individuale. Nella stagione 2023-2024 ha vinto la Coppa del Mondo di volo.

## Palmarès

### Olimpiadi
- 1 medaglia:
  - 1 oro (gara a squadre a Pechino 2022)

### Mondiali
- 2 medaglie:
  - 2 argenti (gara a squadre dal trampolino lungo a Seefeld in Tirol 2019; gara a squadre dal trampolino lungo a Oberstdorf 2021)

### Coppa del Mondo
- Miglior piazzamento in classifica generale: 11º nel 2022
- Vincitore della Coppa del Mondo di volo con gli sci nel 2024
- 21 podi (8 individuali, 13 a squadre):
  - 9 vittorie (3 individuali, 6 a squadre)
  - 5 secondi posti (3 individuali, 2 a squadre)
  - 7 terzi posti (2 individuali, 5 a squadre)

#### Coppa del Mondo - vittorie
| Data             | Località      | Nazione  | Trampolino                                                                   |
| ---------------- | ------------- | -------- | ---------------------------------------------------------------------------- |
| 23 novembre 2019 | Wisła         | Polonia  | Malinka HS134 (con Philipp Aschenwald, Jan Hörl e Stefan Kraft)              |
| 21 novembre 2020 | Wisła         | Polonia  | Malinka HS134 (con Michael Hayböck, Philipp Aschenwald e Stefan Kraft)       |
| 16 gennaio 2021  | Zakopane      | Polonia  | Wielka Krokiew HS140 (con Michael Hayböck, Jan Hörl e Philipp Aschenwald)    |
| 4 dicembre 2021  | Wisła         | Polonia  | Malinka HS134 (con Manuel Fettner, Jan Hörl e Stefan Kraft)                  |
| 6 gennaio 2022   | Bischofshofen | Austria  | Paul Ausserleitner HS140                                                     |
| 9 gennaio 2022   | Bischofshofen | Austria  | Paul Ausserleitner HS142 (con Jan Hörl, Manuel Fettner e Philipp Aschenwald) |
| 17 marzo 2024    | Vikersund     | Norvegia | Vikersundbakken HS240                                                        |
| 23 marzo 2024    | Planica       | Slovenia | Letalnica HS240 (con Daniel Tschofenig, Michael Hayböck e Stefan Kraft)      |
| 24 marzo 2024    | Planica       | Slovenia | Letalnica HS240                                                              |

#### Torneo dei quattro trampolini
- 1 podio di tappa[4]:
  - 1 vittoria

### Campionati austriaci
- 1 medaglia[5]:
  - 1 argento (gara a squadre dal trampolino normale nel 2017)